# Ciklofosfamid
Ciklofosfamíd je citostatična in imunosupresivna učinkovina, ki spada v skupino alkilirajočih učinkovin. Gre za derivat dušikovega iperita. Uporablja se za zdravljenje različnih vrst raka in nekaterih avtoimunih bolezni. Ker postane molekula aktivna šele po presnovi v jetrih, jo štejemo med tako imenovana predzdravila.

## Mehanizem delovanja
Molekula ciklofosfamida se presnovno aktivira v celicah z nizko količino ALDH-ja. Deluje tako, da v teh celicah med seboj povezuje verige DNK na mestih N-7 v gvaninu. To povzroči celično smrt.
Ker imajo matične celice kostnega mozga in celice povrhnjice v prebavilih relativno visoke koncentracija ALDH-ja, na njih ciklofosfamid vpliva v manjši meri v primerjavi s številnimi drugimi citostatiki. 

## Neželeni učinki
Številni bolniki, ki prejemajo ciklofosfamid, nimajo resnejših neželenih učinkov. Med neželenimi učinki, ki se pojavljajo pogosteje, so: slabost in bruhanje, zaviranje kostnega mozga, bolečine v trebuhu, driska, potemnelost kože in/ali nohtov, plešavost, sprememba barve in teksture las, letargija. Pogost zaplet je tudi hemoragični cistitis, a ga lahko preprečimo z vnosom dovoljšnje količine tekočine ter z mesno (natrijev 2-merkaptoetan sulfonat) – mesna namreč veže akrolein, ki se sprošča pri presnovi ciklofosfamida.
Kot drugi citostatiki je tudi ciklofosfamid rakotvoren in zvečuje tveganje za razvoj raka. Zaradi imunosupresivnega delovanja zmanjšuje sposobnost telesa pri boju proti okužbam. Povzroči lahko prehodno ali redko tudi trajno neplodnost. 
Drugi neželeni učinki so še:
- krvav seč,
- zmanjšana količina seča,
- sori v ustni votlini,
- utrujenost, slabostnost,
- bolečine v sklepih,
- krvavitve,
- izgubo menstruacije,
- upočasnjeno celjenje ran.